# Gadso Weiland
Gadso Friedrich Johannes Weiland (* 21. Februar 1869 in Pageroe; † 1915 in Schleswig) war ein deutscher Grafiker und Maler, der ab 1903 bis kurz vor seinem Tod in Arnis gelebt hat. Er war ein Künstler des Jugendstils, der mit Entwürfen für die Kunstwebschule in Scherrebek, mit der Gestaltung von Exlibris und Elementen des Buchschmucks bekannt wurde.

## Leben

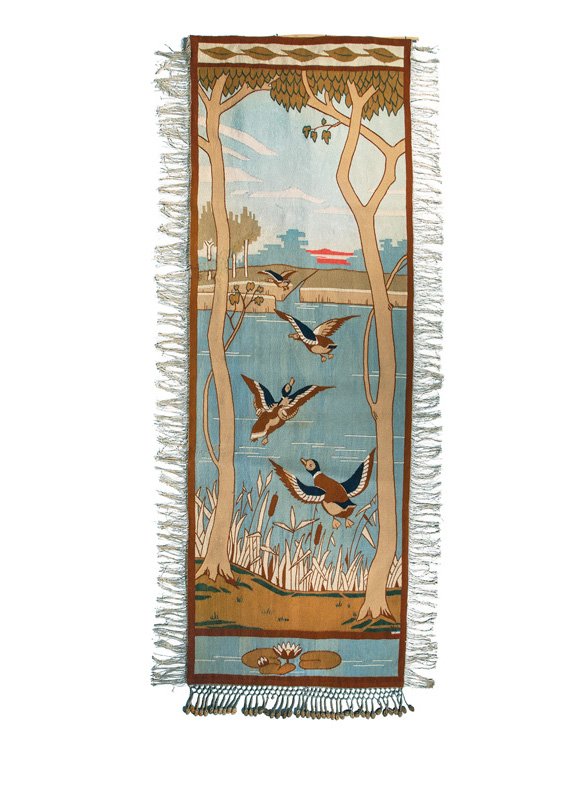
Wandbehang Auffliegende Enten

Weiland wurde auf einem Hof bei Pageroe an der Schlei geboren. Aus gesundheitlichen Gründen musste er den Besuch der Domschule in Schleswig abbrechen und ging für eine Lehre als Dekorationsmaler nach Hannover. 1890/91 und 1896/97 studierte er an der Kunstgewerbeschule in Düsseldorf. Er begann schon während des Studiums im Sinne des sich gerade herausbildenden Jugendstils zu arbeiten. 1896 kam nicht nur die erste Ausgabe der Zeitschrift Jugend heraus, sondern es wurde auch im nordschleswigschen Scherrebek eine Kunstwebschule gegründet, die auf Anhieb deutschlandweit Anerkennung fand. Weiland war mit 26 als Bildteppiche umgesetzten Entwürfen der produktivste Künstler dieser Produktionsstätte.
1903 zog er mit seiner Frau Agnes Christine nach Arnis, wo sie mit den Mitteln einer Erbschaft das Haus Lange Straße 65 kauften. Da Weiland schon bald große gesundheitliche Probleme bekam, war es vor allem seine Frau, die die Familie finanziell durchbrachte.

## Werk

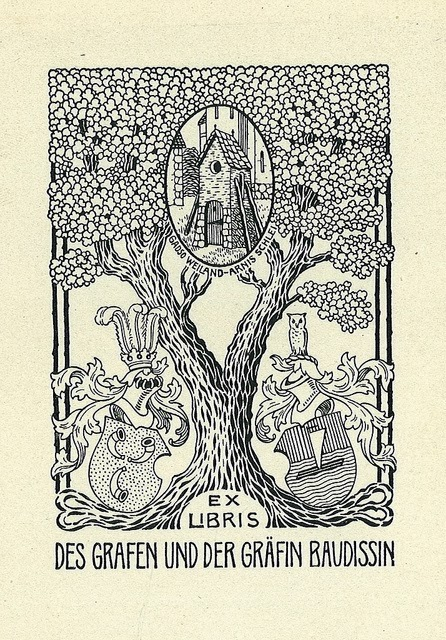
Exlibris für Graf und Gräfin Baudissin von Gadso Weiland

Neben den Entwürfen für die textile Bildwirkerei arbeitete Weiland unter anderem für die Hamburger Gießerei Genzsch und Heise. Er entwarf die damals sehr beliebten dekorativen Buchstaben, Zierleisten und anderen Zierrat der Buchkunst. So gab er 1908 beispielsweise gemeinsam mit der Schriftgießerei und Messinglinienfabrik von Julius Klinkhardt einen Band über Toscana-Schriften heraus. Er illustrierte auch Märchen und Kinderbücher.
Der dritte Schwerpunkt seiner Arbeit war das Zeichnen von Exlibris. Da Agnes Weiland in Kiel die Herstellung der Bildteppiche nach Scherrebeker Art gelernt hatte, konnte sie nach der Schließung der dortigen Produktion weiterhin Entwürfe ihres Mannes umsetzen.

## Ausstellungen
Im Jahr 1900 war Weiland mit 27 Textilentwürfen und Zeichnungen an der „Jahrhundertausstellung“ des Kieler Thaulow-Museums beteiligt.